# Kaliningrader Quest
Kaliningrader Quest (russisch Калининградский квест) ist ein deutscher Dokumentarfilm von Irina Roerig aus dem Jahr 2020. Der Film wurde mithilfe von Crowdfunding realisiert und in Kaliningrad gedreht.

## Handlung
Die Quest, das Leitmotiv der Suche nach dem Heiligen Gral aus dem Mittelalter, führt die Hauptpersonen auf verschiedene Ebenen der Stadt, sodass sich Vergangenheit und Gegenwart überlagern. Ihre Fragen, die sich zwischen Sowjetzeit, Virtual Reality und dem ehemaligen Königsberg bewegen, drehen sich immer wieder um Immanuel Kant und die russisch-deutsche Beziehung, die beide gerade in dieser Stadt noch von Bedeutung sind.

## Produktion
Der Film verbindet dokumentarische mit Spielfilmelementen. Eine private Spende ermöglichte den Drehbeginn. Um den Film zu vollenden, wurden Gelder über Crowdfunding eingeworben. Die Filmpremiere war im November 2018 im Berliner Kino Delphi.